# Dorylaimus maritimus
Dorylaimus maritimus is een rondwormensoort.